# Milam (Texas)
Milam es un lugar designado por el censo ubicado en el condado de Sabine en el estado estadounidense de Texas. En el Censo de 2010 tenía una población de 1.480 habitantes y una densidad poblacional de 14,32 personas por km².

## Geografía
Milam se encuentra ubicado en las coordenadas 31°26′56″N 93°47′11″O / 31.44889, -93.78639. Según la Oficina del Censo de los Estados Unidos, Milam tiene una superficie total de 103.38 km², de la cual 85.51 km² corresponden a tierra firme y (17.29%) 17.87 km² es agua.

## Demografía
Según el censo de 2010, había 1.480 personas residiendo en Milam. La densidad de población era de 14,32 hab./km². De los 1.480 habitantes, Milam estaba compuesto por el 90.81% blancos, el 5.07% eran afroamericanos, el 1.15% eran amerindios, el 0.54% eran asiáticos, el 0% eran isleños del Pacífico, el 0.88% eran de otras razas y el 1.55% pertenecían a dos o más razas. Del total de la población el 2.7% eran hispanos o latinos de cualquier raza.